# 蝸燭光魚
蝸燭光鱼（学名：Polyipnus latirastrus）为輻鰭魚綱巨口魚目褶胸鱼科的其中一種。分布於澳洲東北部的珊瑚海海域，為深海魚類，棲息深度696-888公尺，會進行垂直性洄游，體長可達8.8公分。